# Armeria bigerrensis
Armeria bigerrensis  är en triftväxt, som först beskrevs av Benito Vicioso Trigo och Beltrán, och fick sitt nu gällande namn av Carlos Pau och Rivas Mart. Armeria bigerrensis ingår i släktet triftar, och familjen triftväxter.

## Underarter
Arten delas in i följande underarter:
- Armeria bigerrensis legionensis (Bernis) Rivas Mart., T.E.Díaz, Fern.Prieto, Loidi & Penas
- Armeria bigerrensis losae (Bernis) Rivas Mart., T.E.Díaz, Fern.Prieto, Loidi & Penas
- Armeria bigerrensis microcephala (Willk.) Nieto Fel.
- Armeria splendens ssp. bigerrensis (C.Vicioso & Beltrán) P.Silva

## Bilder

Vänsterklicka på bild som önskas förstorad
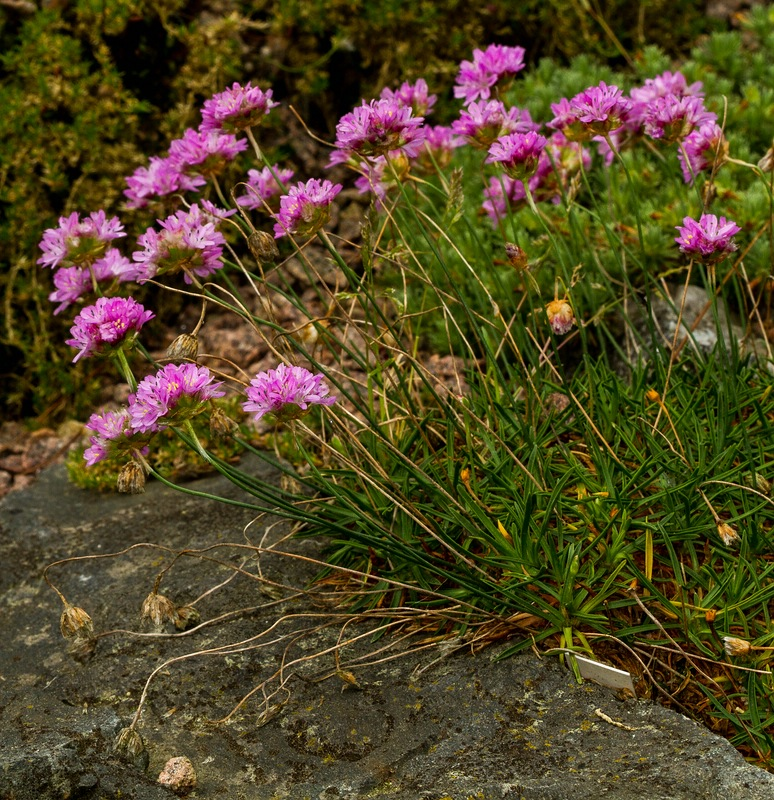
Foto: Hedwig Storch
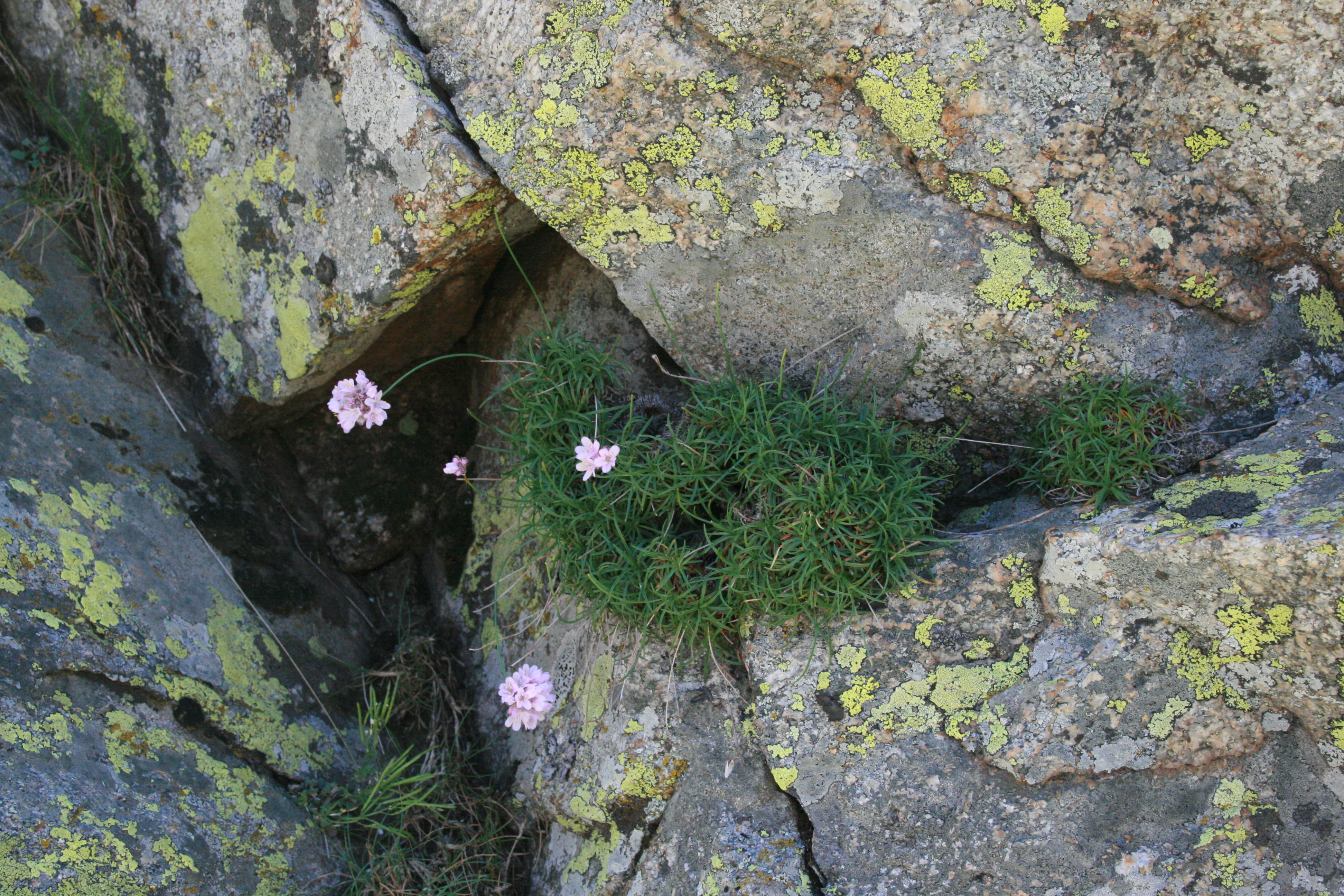
Armeria bigerrensis ssp. bigerrensis
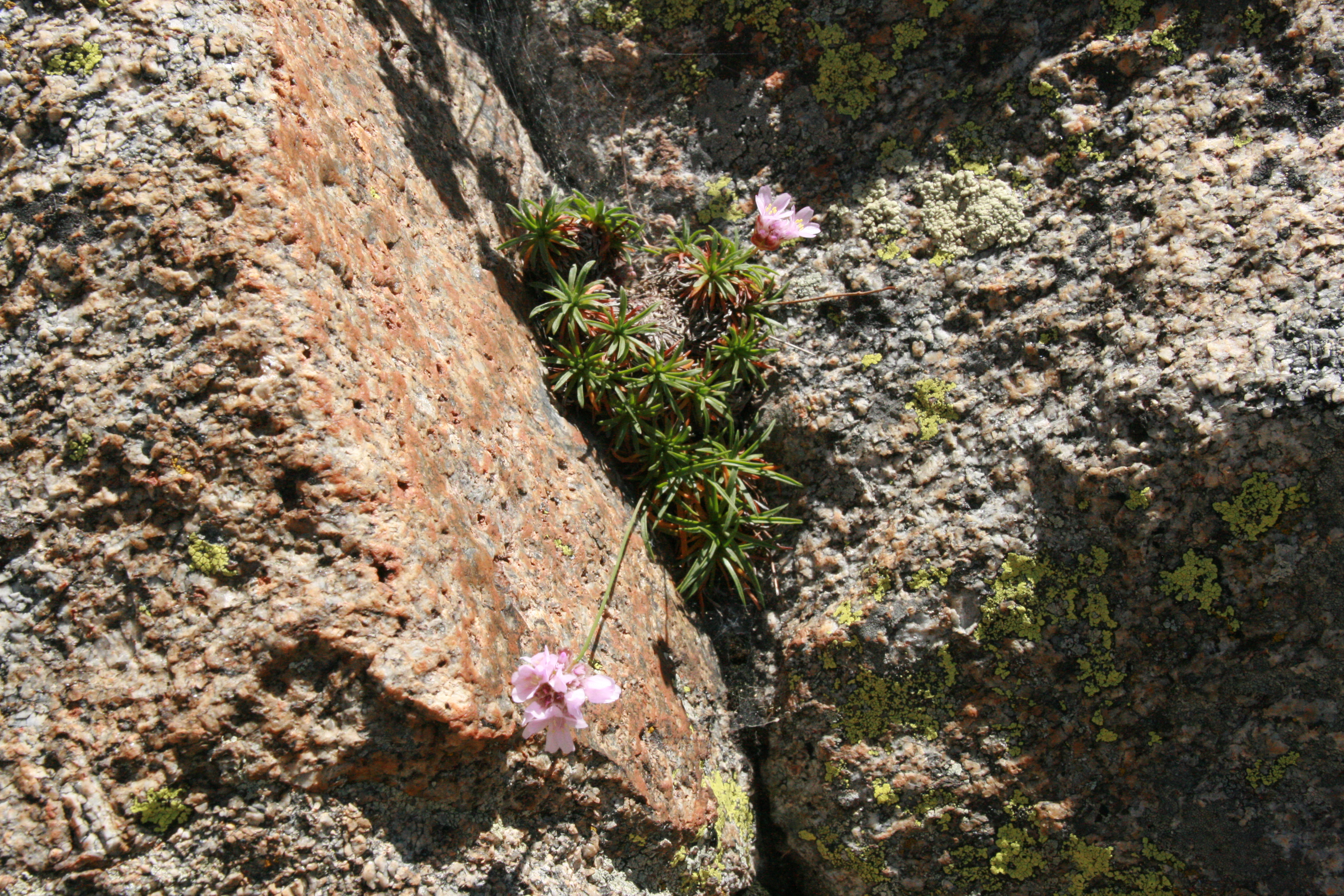
Armeria bigerrensis ssp. bigerrensis
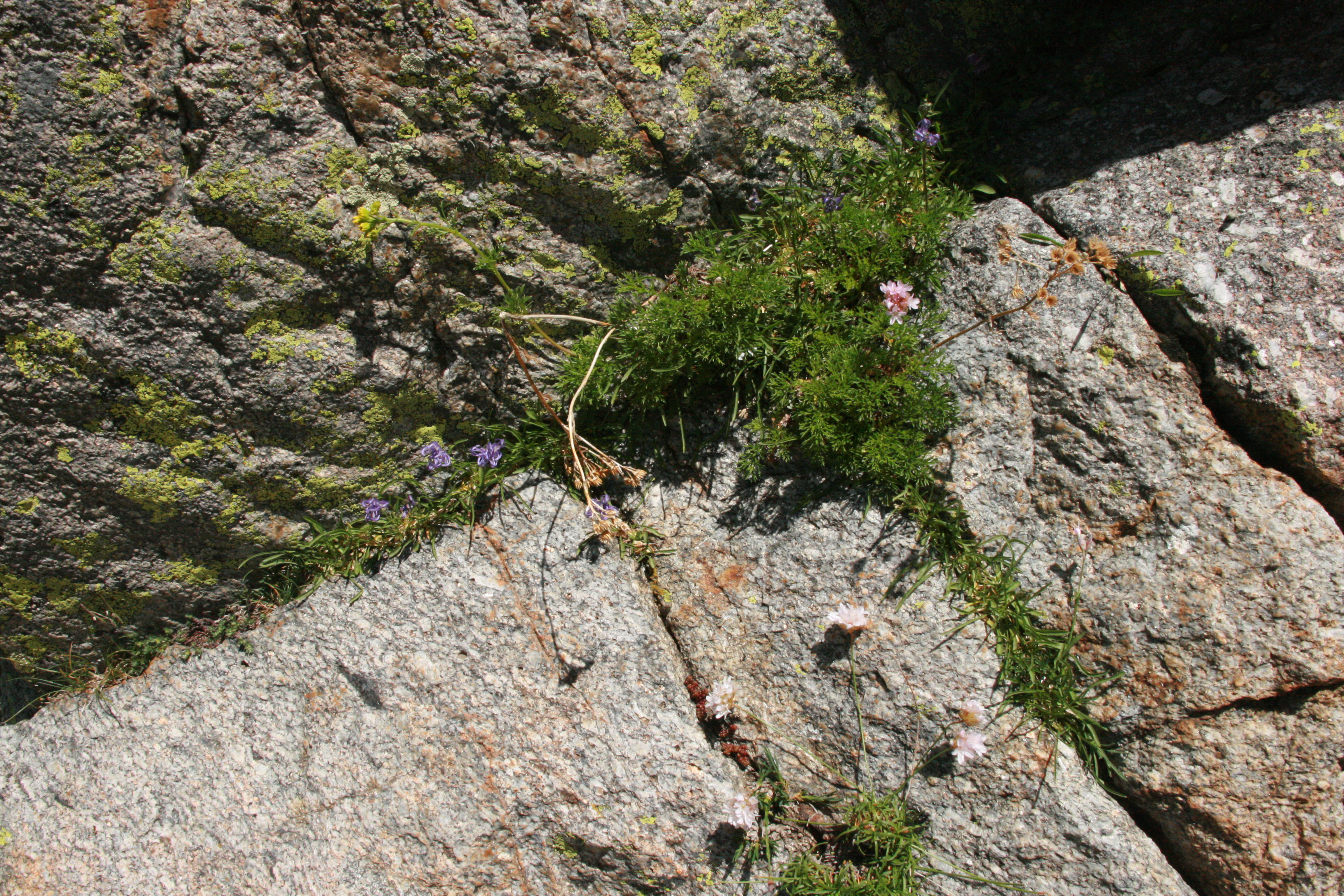
De blå blommorna till vänster är Phiteuma hemisphaericum